# Tethyshadros insularis
Tethyshadros insularis (il cui nome significa "adrosauro della Tetide insulare") è una specie estinta di dinosauro ornitopode adrosauroide vissuta nel Cretaceo superiore circa 81,5-80,5 milioni di anni fa, in Italia, nella località fossilifera Villaggio del Pescatore, vicino a Trieste. È l'unica specie del genere Tethyshadros. Si tratta del secondo dinosauro ufficialmente descritto in Italia, dopo Scipionyx; Saltriovenator è stato descritto scientificamente solo nel 2018. Inoltre è il primo dinosauro Italiano apparso in un documentario o in un media cinematografico.

## Descrizione

Dimensioni di Tethyshadros insularis

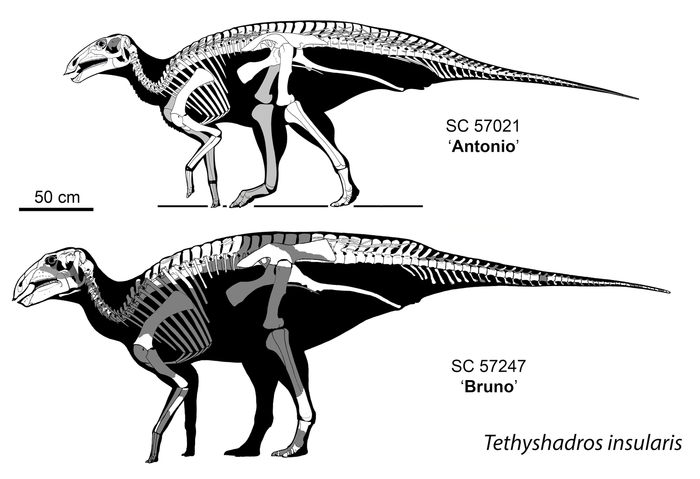
"Antonio" è l'esemplare di Tethyshadros insularis più completo conosciuto, mentre "Bruno" è il più grande (oggi è il 26 Maggio 2024, queste informazioni potrebbero diventare errate in futuro).

Con un'altezza di 1,30 metri, una lunghezza di circa 4 metri (13 piedi) e un peso di 350 kg (770 libbre), Tethyshadros insularis era considerato un animale relativamente piccolo per la sua famiglia, il che secondo il paleontologo Dalla Vecchia, basandosi sul primo esemplare completo (Antonio) rappresenterebbe un esempio di nanismo insulare. Il cranio era stato ricostruito come relativamente lungo e provvisto di un curioso becco dotato di numerose punte che sporgevano in avanti, diverso da quello di qualunque altro ornitopode; gli arti anteriori possedevano "mani" con sole tre dita, invece che quattro come nei tipici adrosauri, la cui mobilità era molto ridotta, le gambe, gli arti posteriori erano molto allungati e la tibia era più lunga rispetto al femore. Queste proporzioni, insieme con una riduzione del numero di dita, sono state interpretate come adattamenti per la corsa bipede.
Uno studio pubblicato nel 2021 ha analizzato nel dettaglio l'anatomia dell'esemplare olotipico e dei nuovi scheletri completi rinvenuti nel sito, confrontandola anche con altri resti, come lo scheletro quasi completo del più grosso esemplare soprannominato 'Bruno', che raggiungeva la lunghezza di 5-6 metri e un peso di 514.33–584.37 kg. Lo studio del 2021 ha analizzato il secondo scheletro ritrovato, l'esemplare più robusto soprannominato "Bruno", proponendo che fosse probabilmente più maturo rispetto all'olotipo date le maggiori dimensioni e alla corporatura più robusta.. Le ridotte dimensioni attribuite a questo taxon, sono state riviste in base a questi nuovi reperti più grandi, rivalutando l'anatomia di questi nuovi individui descritti. T. insularis non era quindi un 'nano insulare', ma appartenente ad un gruppo più ancestrale di adrosauroidi caratterizzati da dimensioni più contenute, discendenti da forme che non avevano ancora raggiunto le grandi dimensioni dei giganti di fine Cretacico di Asia e Nordamerica. Le proporzioni del cranio erano più robuste rispetto a quanto considerate in passato basandosi sull'olotipo, e altre bizzarre caratteristiche, come la coda ipertrofica rispetto allo standard di questi animali sono state rivalutate come erronee ricostruzioni.

## Classificazione
La morfologia della testa e dello scheletro postcranico indicano che Tethyshadros era un ornitopode evoluto, appartenente al gruppo degli adrosauroidi hadrosauromorfi (Hadrosauroidea: Hadrosauromorpha).

## Ritrovamenti

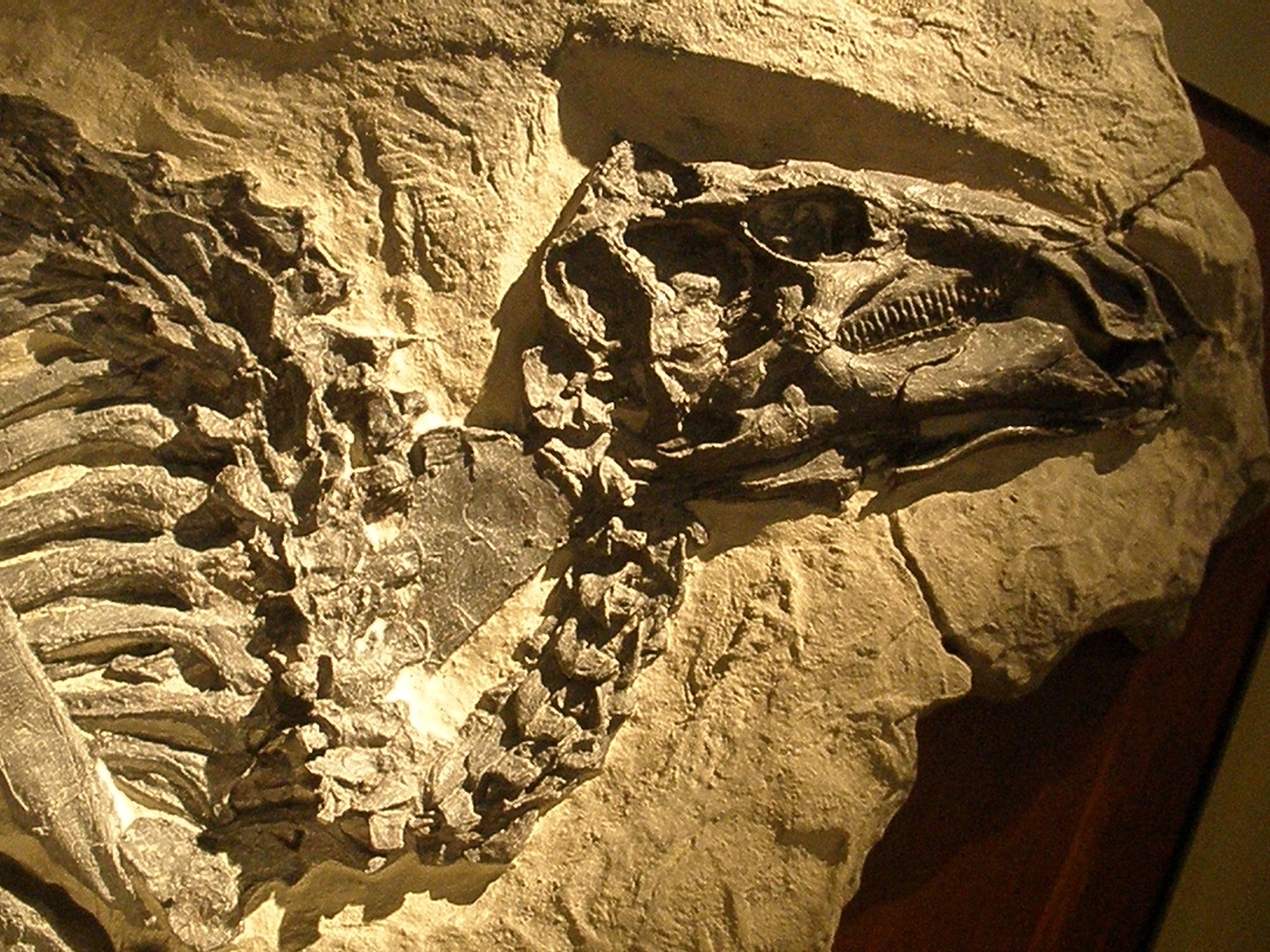
Dettaglio del cranio di T. insularis

Il genere Tethyshadros è stato descritto e nominato dal paleontologo italiano Fabio Marco Dalla Vecchia, nel 2009. L'unica specie attribuita al genere è Tethyshadros insularis. Il nome del genere si riferisce al gruppo di appartenenza, ossia gli Hadrosauroidea, e alla Tetide, l'antico mare in cui si trovavano le isole dove viveva l'animale. Il nome specifico insularis significa "insulare" o "dell'isola" in latino, in riferimento all'habitat dell'animale, che all'epoca era ritenuto da Dalla Vecchia costituito da isole sub-tropicali. Recenti rivalutazioni paleobiogeografiche sollevano dubbi sull'insularità di questo dominio biogeografico, probabilmente caratterizzato da terre emerse maggiormente estese e connessioni geografiche più pronunciate di quanto ritenuto in passato.

### Primo ritrovamento: Antonio

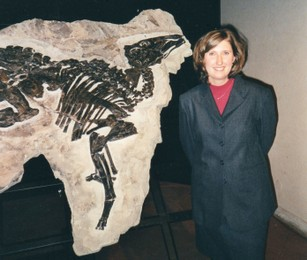
Presentazione ufficiale del fossile del dinosauro Antonio (anno 2000) scoperto da Tiziana Brazzatti

L'olotipo, SC 57021, è rappresentato da uno scheletro quasi completo, ma compresso, soprannominato dagli scopritori "Antonio". L'analisi delle ossa indica che l'animale al momento della morte aveva tra i cinque e i sei anni. Il fossile è stato ritrovato nei pressi del Villaggio del Pescatore, nel comune di Duino-Aurisina, in Provincia di Trieste. Il sito fu scoperto negli anni ottanta da Alceo Tarlao e Giorgio Rimoli, in una vecchia cava vicino al mare. Questi strati calcarei formano la Formazione Liburnia, risalente tra il Campaniano ed il Maastrichtiano, circa 81.5–80.5 milioni di anni fa. La lente della formazione da cui è stato estratto "Antonio" era spessa ben dieci metri con un diametro di settanta metri. Nel 1994 la studentessa Tiziana Brazzatti scoprì proprio qui alcuni fossili di una mano, appartenente a uno scheletro più grande. Una società di recupero fossili, la Stoneage, ebbe il compito di estrarre il fossile dalla roccia, dovendo spostare ben trecento tonnellate di detriti e roccia. In seguito il paleontologo Dalla Vecchia seguì il recupero del fossile. Nell'aprile 1999 "Antonio" fu rimosso dalla cava, rimanendo leggermente danneggiato nel processo. Il fossile fu trattato per ben 2800 ore con acido formico per la rimozione dei detriti dalle ossa dell'animale. In seguito furono scoperti altri esemplari di Tethyshadros insularis, uno dei quali è uno scheletro staccatosi durante la rimozione e un altro esemplare di cui sono stati recuperati solo gli arti anteriori. Tutti i fossili sono conservati presso il Museo Civico di Storia Naturale di Trieste, e sono di proprietà dello Stato Italiano.

### Secondo ritrovamento: Bruno
Nel 2018 è stato completamente recuperato un secondo esemplare di adrosauro dalla medesima cava. Si tratta di un esemplare di maggior lunghezza, circa 5 metri, quindi almeno 1,20 metro più lungo rispetto l'olotipo, che è stato chiamato "Bruno" (SC 57247). Questo esemplare, è stato recuperato in due tempi: prima quasi tutto il corpo, e poi la testa, seguendo in entrambi i casi la medesima metodologia. In cava tagliando metodicamente con seghe a disco diamantate il banco di calcare che contiene le ossa e staccando i blocchi con cunei infilati a colpi di mazza nelle fessure create, successivamente nel laboratorio della ditta Zoic, le ossa sono state portate alla luce con lavaggi della matrice rocciosa di acido formico al 4%. Le ossa dello scheletro sono state ritrovate in discreta connessione anatomica, non disarticolate, il collo mostra il tipico ripiegamento post mortem verso l'alto che si rinviene spesso nei resti fossili di quest'ordine di dinosauri, tuttavia a sua volta lo scheletro è stato coinvolto in un ripiegamento postsedimentario dello strato che lo contiene, in una plicatura a circa 180 gradi che ne ha complicato l'estrazione e la cui natura è oggetto di studio.

## Paleoecologia
Le ridotte dimensioni di T. insularis (così come di un'altra forma simile, Telmatosaurus), fecero da subito pensare che questi animali fossero un esempio di nanismo insulare. Diversamente dagli adrosauri del Nordamerica e dell'Asia che popolavano ampie zone continentali, Tethyshadros era considerato un abitante di isole grandi più o meno come Cuba e da poco emerse dal mare, situate nella parte occidentale dell'oceano Tetide. A quell'epoca, l'Europa meridionale, centrale ed occidentale erano un arcipelago di isole situato a latitudini subtropicali. Ciò avrebbe spiegato anche lo strano aspetto di Tethyshadros se ricostruito sulla sola base dell'esemplare 'Antonio': gli animali insulari sviluppano spesso caratteristiche insolite, dal momento che l'evoluzione è più veloce sulle isole. Uno studio del 2021 ha proposto invece che Tethyshadros vivesse in piattaforme molto più ampie e fosse caratterizzato da dimensioni più grandi e morfologie meno aberranti se confrontato ai suoi diretti parenti più vicini filogeneticamente.
La morfologia di Tethyshadros indica che questo animale si spostava principalmente a quattro zampe: le mani, in particolare, erano strutturate in modo tale da sorreggere il peso del corpo ed erano talmente rigide da non poter essere utilizzate per afferrare il cibo. Questa specie condivideva l'habitat con piccoli coccodrilli (Acynodon adriaticus) e pterosauri.

## Nella cultura di massa
Il Tethyshadros compare nel primo episodio della seconda stagione del documentario Il pianeta preistorico (2022-2023), dove si vede un branco di questa specie pascolare, ma viene però minacciato dall'arrivo di un gruppo di Hatzegopteryx; che porta il branco a nascondersi, un cucciolo viene divorato da un Hatzegopteryx maschio. Alla fine della puntata, l'Hatzegopteryx che ha ucciso il giovane Tethyshadros, userà il cadavere per attirare e corteggiare una femmina della sua specie; il Tethysadros rappresenta il primo dinosauro Italiano apparso in un documentario o in un media cinematografico.